# Eudendrium fragile
Eudendrium fragile är en nässeldjursart som beskrevs av Motz-Kossowska 1905. Eudendrium fragile ingår i släktet Eudendrium och familjen Eudendriidae. Inga underarter finns listade i Catalogue of Life.